# Feed Her to the Sharks
Feed Her to the Sharks was een Australische metalcoreband afkomstig uit Melbourne, Victoria.

## Geschiedenis
De band werd opgericht in 2008 en bracht in 2010 met The Beauty of Falling zijn debuutalbum uit. Ter promotie toerden zij door Australië in het voorprogramma van onder meer Asking Alexandria, Born of Osiris en Suicide Silence. Ook stonden ze in 2013 op de Australische editie van de Warped Tour. Datzelfde jaar brachten ze met Savage Seas een tweede album uit.
Op 25 maart 2014 maakte de band via zijn socialemediakanalen bekend dat zij een contract getekend hadden bij Victory Records. Deze aankondiging werd gevolgd door een Australische toer naast Buried in Verona en Fit for a King. Die zomer maakte de band bekend begonnen te zijn met het schrijven van een nieuw album, dat Fortitude zou gaan heten en uiteindelijk op 10 februari 2015 uitkwam. Die zomer waren ze onder meer te zien op het Mayhem Festival in de Verenigde Staten.
In 2019 maakte de band bekend uit elkaar te zijn gegaan.

## Bezetting
| Laatste line-up - Andrew Van Der Zalm – vocalen, keyboards, piano - Kim Choo – gitaar, keyboards, programmering - Robert Davies – bas - Andrew 'Stix' Cotterell – drums | Voormalige leden - Jono - gitaar - Daniel Wardan - bas - Chris Chapman - drums - Marinos Katsanevas – gitaar |

## Discografie
Studioalbums
- 2010: The Beauty of Falling
- 2013: Savage Seas
- 2015: Fortitude